# Samaras tunnelbana

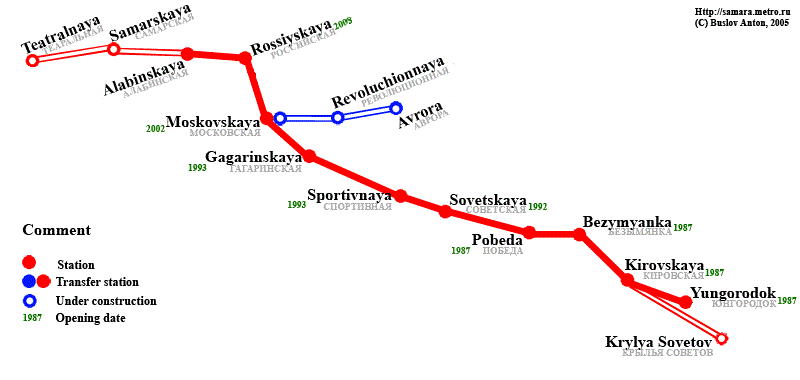
Karta över tunnelbanan

Samaras tunnelbana, (ryska:Caмaрский Метрополитен), är ett tunnelbanesystem i staden Samara i Ryssland. När den öppnade 1987 blev den den femte tunnelbanan i Ryska SSR i det dåvarande Sovjetunionen och den tolfte i hela Sovjetunionen.
Systemet består av en 12,7 km lång linje med 10 stationer. Det finns planer för en andra linje, som ska bli 9 kilometer lång med 6 stationer och öppnas senast år 2025.